# May István
May István (May István János, Budapest, 1915. december 2. – Budapest, 1996. március 23.) irodalomtörténész, az irodalomtudományok kandidátusa (1990). Marczali Henrik történész unokája, Marczali Mihály rabbi dédunokája.

## Életútja
May Frigyes és Marczali Erzsébet (1885–1937) költő, műfordító gyermekeként született. 1938-tól fél évig tanult a párizsi Sorbonne-on. Diplomáját 1939-ben a budapesti Pázmány Péter Tudományegyetem Bölcsészettudományi Karának magyar–francia szakán szerezte, majd tanárként dolgozott. 1957–58-ban ösztöndíjjal Moszkvában és Leningrádban járt. 1963-ban orosz nyelvtanári diplomát szerzett. 1976-ban vonult nyugdíjba. 1983-ban kitüntetésben részesült a magyar nyelv ápolásáért. Számos cikke jelent meg az Irodalomtörténeti Közleményekben és a Filológiai Közlönyben. Fordított franciából is. A rákoskeresztúri Új köztemetőben helyezték örök nyugalomra a római katolikus egyház szertartása szerint.

## Díjai, elismerései
- Szocialista Kultúráért (1956)

## Művei
- A magyar heroikus regény története. Akadémiai Kiadó, Budapest, 1985.
- Die Briefe von Antal Reguly an A. A. Kunik, 1845-1855 | Reguly Antal A. A. Kunikhoz írt levelei, 1845-1855. A Magyar Tudományos Akadémia Könyvtárának közleményei (25/100). Magyar Tudományos Akadémia Könyvtára, Budapest, 1990.

## Műfordításai
- R. Laurentin: Labouré Katalin élete: A rue du Bac látnoka és a szegények szolgálója, 1806-1876, 1991.